# 勐阮
勐阮，是缅甸佤邦南部地方行政管理委员会永邦区下辖的一个村庄，也是永邦区的旧城区。历史上佤联军对蒙泰军发起的勐阮战役发生地。在缅甸官方区划中，勐阮隶属于掸邦孟萨县孟萨镇区。